# ए़
Cette page contient des caractères spéciaux ou non latins. S’ils s’affichent mal (▯, ?, etc.), consultez la page d’aide Unicode.
ए़, appelé e nukta, est une voyelle de l’alphasyllabaire devanagari utilisé dans l’écriture du bahing ou du yamphu (en). Elle est composée d’un e ‹ ए › et d’un point souscrit.

## Utilisation
En bahing écrit avec l’orthographe devanagari de 2008, l’e nukta représente une voyelle mi-ouverte antérieure non arrondie [ɛ], par exemple :
- ‹ के़ङ्गे़ले़ › [ˈkɛnggɛˌlɛ] « graine de soja » ;
- ‹ से़के़ले़ले़ › [ˈsɛkɛˌlɛlɛ] (onomatopée : bruit de billes s’éparpillant).

En yamphu (en), l’e nukta ‹ ए़ › représente une voyelle mi-ouverte antérieure non arrondie [ɛ], par exemple dans ‹ ए़क › [ɛk] « sept » ou ‹ ए़क्‍टाङ्‌गे़ › [ɛk‍ʈaŋ‌gɛ] « tomate ».

## Représentations informatiques
L’e nukta peut être représenté avec les caractères Unicodes suivant :
- décomposé

| formes     | représentations | chaînes de caractères | points de code | descriptions                                                |
| ---------- | --------------- | --------------------- | -------------- | ----------------------------------------------------------- |
| pleine     | ए़               | ए◌़                    | U+090F U+093C  | lettre devanagari e, symbole devanagari noukta              |
| dépendante | े़                | ◌े◌़                    | U+0947 U+093C  | diacritique voyelle devanagari e, symbole devanagari noukta |

## Sources
- (en) Maureen Lee, « Issues in Bahing orthography development », Himalayan Linguistics, vol. 10, no 1,‎ 2011, p. 227-252 (lire en ligne)